# Saint-Julien-sur-Cher

Saint-Julien-sur-Cher este o comună în departamentul Loir-et-Cher, Franța. În 1 ianuarie 2022 avea o populație de 756 de locuitori.